# تقویم‌البلدان
تقویم البُلدان کتابی جغرافیایی به عربی، نوشته شده ابوالفداء عمادالدین اسماعیل بن نورالدین علی بن محمود ایوبی، عالم کرد ایوبی و حکمران حمات است.
در این کتاب افزون بر مسائل جغرافیایی به نکات اجتماعی هم پرداخته شده. ابوالفداء به دلیل داشتن شغل مملکتی به گردآوری این کتاب پرداخت و آن را در ۷۲۱ق به پایان رساند.
ابوالفداء، بر خلاف هم‌دورگانش، مانند مارکوپولو، اهل سفر نبوده است؛ از اینرو کتابش برگرفته از کتاب‌های جغرافیایی دیگر و گردآوری گفته‌های تاجران و مسافران است. 

## اهمیت کتاب
این کتاب دارای دو ابتکار و یک کشف مهم است. اولی درج جداول طول و عرض جغرافیایی در کنار هر شهر و دومی ذکر چغرافیای طبیعی و سیاسی بطور جداگانه و سومی کشف پدیده توهم جهانگرد است.

## جداول جغرافیایی

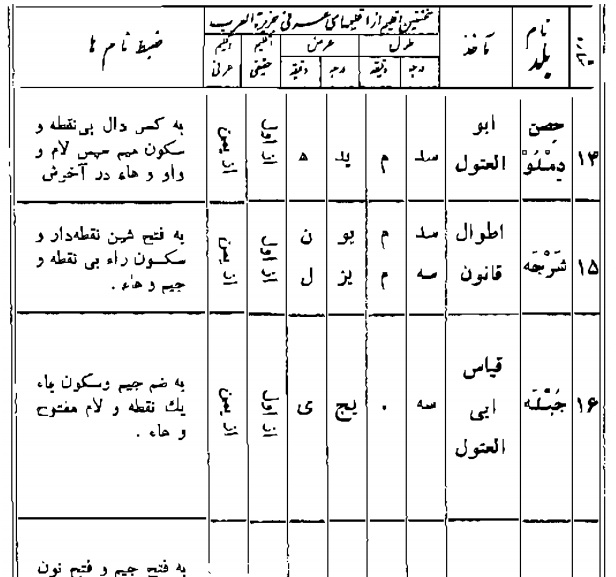
یکی از جداول شامل مختصات تقویم البلدان

یکی از ویژگی‌های تقویم البلدان که آن را شاخص می‌سازد این است که نویسنده، نخستین کسی است که روش جدول‌بندی را در جغرافیا به کار برده است. این ایده  را از تقویم الابدان ابن جَزْله گرفته است منتها کتاب ابن جزله یک کتاب جغرافیایی نبوده و در طب بوده است . جدول‌های ابوالفداء بسیار کامل و در ارائه روشن و سامان‌یافته مطالب علمی در دوران خود برگزیده بوده است.

## جداسازی چغرافیای طبیعی و سیاسی
در صفحه ۱۰۰ از کتاب میگوید : ما اقلیم های طبیعی و عرفی را از هم جدا نموده ایم . مراد از اقلیمهای طبیعی یکی از اقلیمهای ۷ گانه است و مراد از اقلیم عرفی هر ناحیه یا مملکتی است که شامل اماکن و بلاد باشد

## توهم جهانگرد
تقویم البلدان اولین کتابی است که در آن به توهم جهانگرد اشاره شده است و از این نظر میتوان گفت  ابوالفداء کاشف این پدیده بوده است. بدین معنی که جهانگردی که بسمت غرب حرکت میکند بخاطر حرکت خورشید بسمت غرب یک روز را گم میکند و جهانگردی که بسمت شرق میرود یک روز اضافه میاورد این پدیده دو قرن بعد توسط  ماژلان کشف شد